# Masicera exigua
Masicera exigua là một loài ruồi trong họ Tachinidae.